# ソーシャル・キャピタル
ソーシャル・キャピタル（英語: social capital）、社会関係資本（しゃかいかんけいしほん）とは、社会学、政治学、経済学、経営学などにおいて用いられる概念。人々の協調行動が活発化することにより社会の効率性を高めることができるという考え方のもとで、社会の信頼関係、規範、ネットワークといった社会組織の重要性を説く概念である。人間関係資本（にんげんかんけいしほん）、社交資本（しゃこうしほん）、市民社会資本（しみんしゃかいしほん）とも訳される。また、直訳すると社会資本となるが、概念としては区別される（以下参照）。
基本的な定義としては、人々が持つ信頼関係や人間関係（社会的ネットワーク）のこと、と言って良い。上下関係の厳しい垂直的人間関係でなく、平等主義的な、水平的人間関係を意味することが多い。しかし、この語には実に多様な定義がある。以下のPortes (1998) の文献によれば、共同体や社会に関する全ての問題への万能薬のように使われている言葉である。1990年代終わりからは学会外でも社会的に有名な語となった。

## 概念とその発展
ソーシャル・キャピタルという概念は19世紀から存在しており、ジョン・デューイが1899年の『学校と社会』でこの語を用いているのを見ることができる。アメリカ合衆国ヴァージニア州西部の農村地域の視学官であったL.J.ハニファンにより、1916年、学校がうまく機能するためには、地域や学校におけるコミュニティ関与が重要であると論じる論文の中でも、この語は使われた。1961年、ジェイン・ジェイコブズが論文の中でこの言葉を復活させ、ネットワークの価値に関する言葉として用いたが、明確な定義はなかった。
初めてまとまった説明をしたのは1972年のピエール・ブルデューである（しかし明確な定義は1984年）。ブルデューは、人間の持つ資本（あるいは社会的資源や価値一般）を、文化資本、経済資本、社会関係資本の3つに分類した。彼の言う社会関係資本とは人脈である。彼は社会的地位の再生産の議論において、これらの資本を多く持つ人ほど、進学や就職において有利であり高い社会的地位につくことができるとした。その後アメリカ合衆国の社会学者ジェームズ・コールマンはGlenn Louryの1977年の定義を用い、1988年や1990年の文献でこの概念を発展させ有名にした。コールマンの言うソーシャル・キャピタルとは、ヒューマン・キャピタル（人的資本）と対応する概念である。コールマンによれば、ヒューマン・キャピタルは個人が持つものだが、ソーシャル・キャピタルは、人と人との間に存在する。具体的な内容としては、信頼、つきあいなど人間関係、中間集団（個人と社会の間にある、地域コミュニティーの組織やボランティア組織など）の3つを含むものである。この定義は多義的にすぎるとの批判もあるのだが、アメリカ社会学において広く受け入れられ、近年、非常に有名な概念となった。この背景には、米国における地域コミュニティの衰退や、過度な個人主義への反省が、米国内においても存在するという事情があると言ってよい。
コールマンやアンソニー・ギデンズは、これを重要な社会概念として彼らの議論の中に取り入れた。さらに1993年、アメリカ合衆国の政治学者ロバート・パットナムが『Making Democracy Work』（邦訳『哲学する民主主義』）の中で、イタリアの北部と南部で、州政府の統治効果に格差があるのは、ソーシャル・キャピタルの蓄積の違いによるものだと指摘した。これがきっかけとなり、同書での「ソーシャル・キャピタルとは、人々の協調行動を活発にすることによって、社会の効率性を高めることのできる、「信頼」「規範」「ネットワーク」といった社会的仕組みの特徴」であるとする定義が広く理解されるに至った。パットナムによれば北部の方が効率的な統治制度をもつのは、中世から続く市民社会の伝統があるからだとし、水平的で自発的な市民同士の活動や自発的な団体の存在が民主主義にとって重要であることを提起した。米国の地域社会の推移を描き出したパットナムの著書『Bowling alone』（邦訳『孤独なボウリング』）も米国でベストセラーとなった。
ソーシャル・キャピタルの概念を端的にいえば、「社会問題に関わっていく自発的団体の多様さ」「社会全体の人間関係の豊かさ」を意味するといえる。あるいは地域力、社会の結束力と言ってもよい。多くの友人と付き合うか、地域のスポーツクラブのような組織に属しているか、公の問題を討議できる団体に入っているか、近所の人と雑談するかなど「顔の見える付き合い」すべてを指すといっても過言ではない。今日、このソーシャル・キャピタルの概念は、国際機関や欧米各国はじめ日本などにおいても広く注目され、様々な概念規定や研究が試みられている。たとえば、OECDはこの概念を、「グループ内部またはグループ間での協力を容易にする共通の規範や価値観、理解を伴ったネットワーク」と定義している。また、市民同士のコミュニケーションの密度や、市民と行政のパートナーシップが活発であるほど、豊かな社会が形成されるという考え方に立ったソフトな概念であるとしている。これは国際的にも広く理解されている。
パットナムによると、ソーシャル・キャピタルが豊かであることの意義とは、市民や地域全体のつながりの重要性を示している。彼は社会資本を測る指標として、地域組織や団体での活動の頻度、投票率、ボランティア活動、友人や知人とのつながり、社会への信頼度をあげている。ソーシャルキャピタルが豊かな地域は、政治的コミットメントの拡大、子供の教育成果の向上や、近隣の治安の向上、地域経済の発展、地域住民の健康状態の向上など、経済面社会面において好ましい効果をもたらしていると指摘している。この概念は、日本国内でも、政府や、地方分権型社会の形成を推進している多くの都道府県や市町村において、市民の自発的行政参加や市民団体と行政による協働のまちづくりを推進するための原動力となる地域力の、基礎をなす概念として注目されている。また阪神淡路大震災以降その復興過程でソーシャル・キャピタルの重要性が指摘され、山内直人（阪大）の研究で復興の速度、充実度などで効率の良いことが実証された。また、洞爺湖温泉での有珠山噴火災害で住民グループが、岡田弘（北大）など学識経験者を顧問とした有珠山噴火再生住民の会を結成し、ワークショップなどを効率的に進め、観光資源の創出などの計画を立案し、北海道の協力のもといち早く再生を果たした。観光領域におけるソーシャル・キャピタルの事例として挙げられよう。
わが国において、ソーシャル・キャピタルの定義化を試みたものとしては、稲葉陽二の「心の外部性を伴った社会における信頼・規範・ネットワーク」や、福祉領域を視野に入れた山村靖彦の「人々やコミュニティに内在している信頼や絆、コミュニケーションなどを高める資源であり、それが機能することにより地域福祉の向上に寄与するもの」などがある。
ソーシャル・キャピタルに関する日本の主な研究者として、鹿毛利枝子（東京大学）、山内直人（大阪大学）、稲葉陽二（日本大学）、近藤克則（日本福祉大学）、宮川公男（元一橋大学）、大守隆（内閣府政策参与）、金光淳（京都産業大学）、坂本治也（関西大学）、西出優子（東北大学）、柗永佳甫（大阪商業大学）、宮田加久子（明治学院大学）、山村靖彦（久留米大学）、上野眞也（熊本大学）が挙げられる。

## 批判
社会関係資本論においては、その「資本蓄積」が積極的に評価されているが、ジョン・アーリやスコット・ラッシュなどの社会学者は、こうした概念化に対して、むしろ「蓄積されない」流動的な社交関係が今日の社会において大きな役割を果たしており、その相補性を見つめる必要があるとして、建設的な批判を加えている。

## 訳語の問題
ソーシャル・キャピタルを直訳すれば「社会資本」だが、これは電気水道や道路といった都市基盤のようなハードな資本（インフラストラクチャー）を意味する語として日本語で使われており、コールマンやパットナムによる「ソーシャル・キャピタル」の意味と異なる。そのため「社会関係資本」の語が使われることが多い。これは、人間関係の豊かさこそを社会の資本としてとらえるソフトな概念である。また、英語の“Social Capital”は、文献により社会関係資本、社会資本等の訳語があてられており、経済学分野の資本概念として捉える向きもあるが、経済学辞典第3版（岩波書店）あるいは経済辞典第3版（有斐閣）には、“Social Capital”あるいはソーシャル・キャピタルという項目がない。これらの訳語のうち、より直訳に近い社会資本は、政府等の公共機関により形成され、財・サービスの生産活動に間接的に貢献する司法・教育・警察・交通・治水などの制度や施設を指すいわゆるインフラストラクチャーあるいは社会的共通資本または社会的間接資本と同義で使われることが多いので、誤解を避ける点からは「社会関係資本」などの意訳が訳語として適切である。

## 関連人物
- 稲葉陽二
- 島田剛
- 菅谷実
- 宮川公男
- 宮田加久子